# آرثر ميدلتون (سياسي)
آرثر ميدلتون (بالإنجليزية: Arthur Middleton)‏ هو سياسي أمريكي، ولد في 29 أكتوبر 1681 في كارولاينا الجنوبية في الولايات المتحدة، وتوفي بنفس المكان في 17 سبتمبر 1737. انتخب حاكم كارولينا الجنوبية ‏ (7 مايو 1725 – ديسمبر 1730).